# Бікен-Фоллс (Коннектикут)
Бікен-Фоллс (англ. Beacon Falls) — місто (англ. town) в США, в окрузі Нью-Гейвен штату Коннектикут. Населення — 6000 осіб (2020).

## Демографія
Згідно з переписом 2010 року, у місті мешкало 6049 осіб у 2360 домогосподарствах у складі 1670 родин. Було 2509 помешкань
Расовий склад населення:
| - 94,9 % — білих - 1,6 % — чорних або афроамериканців - 1,2 % — азіатів |

До двох чи більше рас належало 1,4 %. Частка іспаномовних становила 5,0 % від усіх жителів.
За віковим діапазоном населення розподілялося таким чином: 22,8 % — особи молодші 18 років, 64,3 % — особи у віці 18—64 років, 12,9 % — особи у віці 65 років та старші. Медіана віку мешканця становила 41,5 року. На 100 осіб жіночої статі у місті припадало 99,7 чоловіків;  на 100 жінок у віці від 18 років та старших — 96,7 чоловіків також старших 18 років.
Середній дохід на одне домашнє господарство  становив 96 132 долари США (медіана — 88 355), а середній дохід на одну сім'ю — 119 049 доларів (медіана — 112 068). Медіана доходів становила 75 855 доларів для чоловіків та 58 713 долари для жінок. За межею бідності перебувало 3,6 % осіб, у тому числі 0,0 % дітей у віці до 18 років та 3,1 % осіб у віці 65 років та старших.
Цивільне працевлаштоване населення становило 3235 осіб. Основні галузі зайнятості: освіта, охорона здоров'я та соціальна допомога — 26,8 %, виробництво — 17,2 %, роздрібна торгівля — 11,7 %, будівництво — 8,0 %.